# 明暹
明暹（めいせん、康平2年（1059年）- 保安4年9月23日（1123年10月14日））は、平安時代中期から後期にかけての興福寺の僧。父は儒学者で大学頭藤原明衡。笛の名手として知られる。
三会已講師（さんえのいこうし＝宮中における御斎会・興福寺維摩会・薬師寺最勝会の三つの法会の講師をつとめた僧の階位）の碩才といわれたが、舞楽に通じており多くの楽人がその教えを請うたという。大神家（おおがけ）の笛の系譜である「大家笛血脈」のその名を連ね、尾張国得業円憲から相承されたなどと伝えられている。